# One red paperclip
Hjemmesiden One red paperclip blev oprettet af den canadiske blogger Kyle MacDonald, som byttede en enkelt rød papirclips til et hus ved fjorten online byttehandler, der fandt sted i løbet af et år. MacDonald blev inspireret af børnelegen Bigger, Better, og hjemmesiden fik betydelig opmærksomhed, pga. handlerne. "Mange mennesker har spurgt, hvordan jeg skabte så megen opmærksomhed om mit projekt, og mit simple svar er: 'Jeg har ingen anelse'", udtalte han til BBC.

## Byttehandler
MacDonald foretog sin første byttehandel, en rød papirclips for en fiske-formet kuglepen, d. 14. juli 2005. Han nåede sit mål med at bytte sig til et hus ved den 14. handel, hvor han byttede en filmrolle for et hus. Dette er en liste over de handler, som MacDonald gjorde:
1. Den 14. juli 2005 tog han til Vancouver og byttede papirclipsen til en fiskeformet kuglepen.
2. Han byttede kuglepennen for et håndfremstillet dørhåndtag, som kaldes et "Knob-T".
3. Den 25. juli 2005 rejste han til Amherst i Massachusetts med en ven for at bytte Knob-T'en til en Coleman primus med brændstof.
4. Den 24. september 2005 tog han til Californien og byttede primussen til en Honda generator.
5. Den 16. november 2005 gjorde han sin andet (og nu succesfulde) forsøg (efter generatoren var blevet konfiskeret af New York City Fire Department) i Maspeth i Queens, på at bytte generatoren for et "instant party": en tom fustage og et løfte om at fylde fustagen med øl efter ejerens valg og et neonskilt med Budweiser.
6. Den 8. december 2005 byttede han sit "instant party" til en snescooter med komikeren og radioværten Michel Barrette fra Quebec.
7. Inden for en uge byttede han snescooteren til en tur for to personer til Yahk i British Columbia i februar 2006.
8. Omkring den 7. januar 2006 byttede han den anden plads på turen til Yahk til en kassevogn.
9. Omkring den 22. februar 2006 byttede han kassevognen for en pladekontrakt med Metalworks i Mississauga i Ontario.
10. Omkring den 11. april 2006 byttede han pladekontrakten med Jody Gnant for et års husleje i Phoenix i Arizona.
11. Omkring den 26. april 2006 byttede han et års husleje for en eftermiddag med Alice Cooper.
12. Omkring den 26. maj 2006 byttede han en eftermiddag med Alice Cooper til en motoriseret KISSsnekugle.
13. Omkring den 2. juni 2006 byttede han snekuglen med Corbin Bernsen for en rolle i filmen Donna on Demand.[3]
14. Omkring den 5. juli 2006, byttede han filmrollen til et toetagers bondehus i Kipling i Saskatchewan.